# 森诺里
森诺里（義大利語：Sennori），是意大利萨萨里省的一个市镇。总面积31.43平方公里，人口7396人，人口密度235.3人/平方公里（2009年）。ISTAT代码为090067。